# 小鱗淵眼魚
小鱗淵眼魚（学名：Bathytroctes microlepis），又名黑頭魚，为黑頭魚科淵眼魚屬下的一个种，為深海魚類，分布於大西洋愛爾蘭西南方外海、法國比斯開灣向南至那米比亞；南中國海、東南太平洋與東印度洋熱帶海域，棲息深度0-4900公尺，體長可達32.3公分，棲息在中層水域，生活習性不明。
其种加词“microlepis”意为“细鳞的”。